# Andres Petrov
Andres Petrov (ur. 15 października 1996 w Tallinnie) – estoński zawodowy snookerzysta. Jest pierwszym profesjonalnym snookerzystą pochodzącym z Estonii. Petrov przeszedł na zawodowstwo na początku sezonu 2022/23 po zwycięstwie w Mistrzostwach Europy w snookerze.

## Wczesne życie i edukacja
Petrov urodził się w Tallinnie. Jego ojciec, Boris Petrov, jest trenerem młodzieżowej drużyny hokejowej. Petrov ukończył Wyższą Szkołę Humanistyczną w Tallinnie w 2015 roku, a następnie Uniwersytet Talliński w 2018 roku, uzyskując dyplom z pracy z młodzieżą.

## Kariera
Petrov zaczął grać w snookera w 2009 roku. W 2017 roku po raz pierwszy dotarł do finału Mistrzostw Europy w snookerze, w którym przegrał 3-7 z Chrisem Tottenem, a także do 1/64 finału turnieju Riga Masters 2019 jako amator. Został profesjonalistą w 2022 roku po zwycięstwie w Mistrzostwach Europy w Snookerze, pokonując w finale Bena Mertensa 5-3.

### 2012–2022: Początki
W czerwcu 2012 roku Petrov po raz pierwszy wziął udział w mistrzostwach Europy i dotarł do 1/64 finału, w którym przegrał 3-4 z Belgiem Guyem Hendrickxem. W kolejnym roku dotarł do 1/16 finału Mistrzostw Europy i 1/16 finału Mistrzostw Świata Amatorów. Po dotarciu do 1/16 finału Mistrzostw Europy U-21 w 2014, Petrov został mistrzem Estonii po raz drugi od 2013 roku, pokonując w finale Mihkela Rehepappa 6-1 w maju roku następnego.
W sezonie 2014/15 Petrov po raz pierwszy wziął udział w dwóch turniejach Players Tour Championship, podserii profesjonalnego touru otwartego dla amatorów. Podczas gdy w Riga Open 2014 dotarł do 1/8 finału (pokonując po drodze Antti Silvo i Jeffa Cundy'ego), w której uległ Markowi Joyce’owi 0-4, to w decydującej rundzie kwalifikacyjnej do Gdynia Open 2015 musiał uznać wyższość Niemca Lukasa Kleckersa 3-4. W listopadzie 2014 roku dotarł do półfinału finałowego turnieju Bałtyckiej Ligi Snookera, w którym przegrał z późniejszym zwycięzcą turnieju Benjaminem McCabe’m 2-3. Na Mistrzostwach Estonii w 2015 roku udało mu się obronić tytuł, pokonując Alexandra Leitmäe 6-4.
W czerwcu 2015 roku dotarł do półfinału mistrzostw Europy w snookerze, w którym przegrał 3-6 z Jamie Clarkiem. Miesiąc później, podczas turnieju Riga Open, jedynego turnieju PTC w sezonie 2015/16, dotarł do 1/64 finału po zwycięstwie 4-2 nad Rodem Lawlerem, gdzie przegrał 0-4 z Peterem Linesem. W lutym 2016 roku Petrov dotarł do ćwierćfinału Mistrzostw Europy U-21, w którym przegrał z późniejszym zwycięzcą turnieju Joshem Boileau. Kilka dni później odpadł ponownie w półfinale Mistrzostw Europy, tym razem walcząc z późniejszym mistrzem Europy Jakiem Jonesem. W maju 2016 roku po raz czwarty z rzędu został mistrzem Estonii, pokonując w finale Alexandra Leitmäe 6-2.
Na Mistrzostwach Świata U-21 w 2016 roku Petrov dotarł do ćwierćfinału. W marcu 2017 roku dotarł do półfinału mistrzostw Europy U-21, gdzie przegrał 0-5 ze Szwajcarem Alexandrem Ursenbacherem. Chwilę później Petrov po raz trzeci z rzędu dotarł do półfinału mistrzostw Europy. Następnie awansował do finału, pokonując Andrew Pagetta 6-3, w którym przegrał 3-7 ze Szkotem Chrisem Tottenem. Jako finalista mistrzostw Europy wywalczył sobie miejsce w kwalifikacjach do Mistrzostw świata zawodowców 2017, gdzie przegrał mecz pierwszej rundy z Liamem Highfieldem 2-10.
W maju 2017 roku Petrov próbował zakwalifikować się do turnieju zawodowego poprzez Q School, ale odniósł porażkę w trzeciej rundzie obu turniejów. Podczas zawodów snookera podczas World Games 2017 przegrał w pierwszej rundzie z późniejszym złotym medalistą Kyrenem Wilsonem 1-3. Pod koniec roku po raz piąty zdobył mistrzostwo Estonii, pokonując w finale Alexandra Leitmäe 6-0. Po odpadnięciu w 1/8 finału Mistrzostw Europy 2018, uległ Islandczykowi Kristjánowi Helgasonowi w 1/16 finału WSF Championship.
W maju 2018 roku startował znowu w Q School. Po dwóch początkowych porażkach w trzecim turnieju udało mu się wygrać tylko jeden mecz. Po tym jak wygrał kolejne mistrzostwo Estonii po zwycięstwie 6-3 nad Denisem Grabe dość wcześnie odpadł z Mistrzostw Europy 2019. W czasie Q School 2019 wygrał cztery mecze, z czego trzy w czasie pierwszego turnieju.
Na początku sezonu 2019/20 Petrov otrzymał dziką kartę na turniej Riga Masters, w którym awansował do 1/64 finału, pokonując Kishana Hiraniego, w którym przegrał 0-4 z Chińczykiem Chenem Zifanem. W tym samym sezonie wziął udział również w Challenge Tour. Pozostał bez zwycięstwa w czterech z sześciu turniejów, a najlepszy wynik osiągnął w październiku 2019 roku w Leeds, kiedy pokonał Andrew Doherty'ego i Patricka Whelana, a następnie przegrał 1-3 z Anglikiem Ashleyem Hugillem w 1/8 finału. Miesiąc później został mistrzem Estonii w finale pokonując Denisa Sokolova 6-0.
Na początku 2020 roku Petrov dotarł do 1/8 finału WSF Open i niedługo później wygrał turniej otwarcia Bałtyckiej Ligi Snookera w Tallinnie, pokonując w finale Marka Mägiego 4-1. W marcu dotarł do 1/16 finału mistrzostw Europy w snookerze 6-Czerwonych. Pod koniec 2020 roku po raz ósmy z rzędu wywalczył mistrzostwo kraju, tym razem pokonując w finale Denisa Grabego 6-3. Rok później udało mu się obronić tytuł ponownie, w finale pokonując Marka Mägi 6-1.
W październiku 2021 roku Petrov został Mistrzem Europy w Snookerze na sześciu czerwonych, pokonując w finale Polaka Pawła Rogozę 5-0. Natomiast na mistrzostwach Europy w snookerze odpadł w 1/16 finału. W sezonie 2021/22 Petrov wziął udział w Q Tour, ale wystąpił tylko w jednym turnieju i dotarł do 1/16 finału.
W czerwcu 2022 roku Petrov pokonał na mistrzostwach Europy m.in. Juliana Bojko i Umuta Dikmego i dotarł do finału, w którym został mistrzem Europy po zwycięstwie 5-3 nad Belgiem Benem Mertensem i tym samym zakwalifikował się do sezonów 2022/23 i 2023/24 zawodowego World Snooker Tour.

### Od 2022: kariera zawodowa
Petrov zadebiutował jako zawodowiec w lipcu 2022 roku w Championship League, przegrywając 3-1 z Jamiem Jonesem. Potem nastąpił remis z Samem Craigie i porażka z Davidem Lilleyem, co sprawiło, że odpadł z grupy na ostatnim miejscu. Jego pierwsze zwycięstwo jako profesjonalisty miało miejsce w październiku, kiedy pokonał Victora Sarkisa 4-3 w kwalifikacjach do English Open, a następnie w grudniu przegrał 4-0 w 1/64 finału z najlepszym 16-latkiem Zhao Xintongiem w głównym turnieju. Wygrał trzy mecze w kwalifikacjach do UK Championship 2022, ale po pokonaniu Jamiego O’Neilla, Jacksona Page’a i gracza z Top 32 Gary’ego Wilsona, przegrał w ostatniej rundzie kwalifikacyjnej z Chińczykiem Xiao Guodongiem.
Chociaż Petrov nie odniósł żadnego zwycięstwa w pozostałych turniejach rankingowych sezonu, wygrał mecz rundy wstępnej przeciwko Akani Songsermsawad podczas turnieju zaproszeniowego 6-Red World Championship 2023 i odpadł na trzecim miejscu w grupie. W kwalifikacjach do Mistrzostw Świata 2023 poniósł porażkę w meczu otwarcia z amatorem Stanem Moodym 7-10. Swój pierwszy sezon zawodowy zakończył na 113. miejscu w światowym rankingu.
W Championship League w 2023 roku udało mu się zremisować tylko raz, przez co Petrov ponownie odpadł już w fazie grupowej. Podczas turnieju Northern Ireland Open po raz pierwszy dotarł do 1/8 finału, odnosząc dwa zwycięstwa 4-3, w tym nad Markiem Allenem 32. miejsce w turnieju rankingowym, gdzie został wyeliminowany przez Xing Zihao. Przez resztę sezonu nie wygrał żadnego turnieju rankingowego, z wyjątkiem zwycięstwa 10-1 nad Ahmedem Aly Elsayedem na Mistrzostwach Świata.

### Bilard
Petrov okazjonalnie bierze także udział w zawodach w Pool bilardzie. W październiku 2016 roku wziął udział w turnieju Baltic Pool League w Tallinnie i dotarł do ćwierćfinału. Dwa miesiące później wziął udział we wszystkich czterech konkurencjach na Mistrzostwach Estonii w bilardzie i dotarł do finału w ósemmce, gdzie przegrał z Oliverem Leppem 6-7.

## Występy w turniejach w karierze
| Ranking                      |               | [ i ]         | [ i ]         | [ i ]         |               | 84            | [ i ]         |               |               |               |               |               |               |               |               |               |               |               |               |               |               |               |               |               |
| Turnieje rankingowe          |               |               |               |               |               |               |               |               |               |               |               |               |               |               |               |               |               |               |               |               |               |               |               |               |
| Championship League          | nierankingowy | nierankingowy | nierankingowy | nierankingowy | RR            | RR            | WD            |               |               |               |               |               |               |               |               |               |               |               |               |               |               |               |               |               |
| Xi’an Grand Prix             | nie rozegrano | nie rozegrano | nie rozegrano | nie rozegrano | nie rozegrano | nie rozegrano | A             |               |               |               |               |               |               |               |               |               |               |               |               |               |               |               |               |               |
| Saudi Arabia Masters         | nie rozegrano | nie rozegrano | nie rozegrano | nie rozegrano | nie rozegrano | nie rozegrano | A             |               |               |               |               |               |               |               |               |               |               |               |               |               |               |               |               |               |
| English Open                 | nie rozegrano | nie rozegrano | A             | A             | 1R            | LQ            | A             |               |               |               |               |               |               |               |               |               |               |               |               |               |               |               |               |               |
| British Open                 | nie rozegrano | nie rozegrano | nie rozegrano | nie rozegrano | LQ            | LQ            | A             |               |               |               |               |               |               |               |               |               |               |               |               |               |               |               |               |               |
| Wuhan Open                   | nie rozegrano | nie rozegrano | nie rozegrano | nie rozegrano | nie rozegrano | LQ            | A             |               |               |               |               |               |               |               |               |               |               |               |               |               |               |               |               |               |
| Northern Ireland Open        | nie rozegrano | nie rozegrano | A             | A             | LQ            | 2R            | A             |               |               |               |               |               |               |               |               |               |               |               |               |               |               |               |               |               |
| International Championship   | A             | A             | A             | A             | NH            | LQ            | A             |               |               |               |               |               |               |               |               |               |               |               |               |               |               |               |               |               |
| UK Championship              | A             | A             | A             | A             | LQ            | LQ            | LQ            |               |               |               |               |               |               |               |               |               |               |               |               |               |               |               |               |               |
| Shoot Out                    | nierankingowy | nierankingowy | A             | A             | 1R            | 1R            |               |               |               |               |               |               |               |               |               |               |               |               |               |               |               |               |               |               |
| Scottish Open                | nie rozegrano | nie rozegrano | A             | A             | LQ            | LQ            |               |               |               |               |               |               |               |               |               |               |               |               |               |               |               |               |               |               |
| World Grand Prix             | NR            | DNQ           | DNQ           | DNQ           | DNQ           | DNQ           |               |               |               |               |               |               |               |               |               |               |               |               |               |               |               |               |               |               |
| German Masters               | A             | A             | A             | A             | LQ            | LQ            |               |               |               |               |               |               |               |               |               |               |               |               |               |               |               |               |               |               |
| Welsh Open                   | A             | A             | A             | A             | LQ            | LQ            |               |               |               |               |               |               |               |               |               |               |               |               |               |               |               |               |               |               |
| World Open                   | A             | A             | A             | A             | NH            | LQ            |               |               |               |               |               |               |               |               |               |               |               |               |               |               |               |               |               |               |
| Players Championship         | DNQ           | DNQ           | DNQ           | DNQ           | DNQ           | DNQ           |               |               |               |               |               |               |               |               |               |               |               |               |               |               |               |               |               |               |
| Tour Championship            | nie rozegrano | nie rozegrano | nie rozegrano | DNQ           | DNQ           | DNQ           |               |               |               |               |               |               |               |               |               |               |               |               |               |               |               |               |               |               |
| World Championship           | A             | A             | LQ            | A             | LQ            | LQ            |               |               |               |               |               |               |               |               |               |               |               |               |               |               |               |               |               |               |
| Dawne turnieje rankingowe    |               |               |               |               |               |               |               |               |               |               |               |               |               |               |               |               |               |               |               |               |               |               |               |               |
| Riga Masters                 | Minor-Ranking | Minor-Ranking | A             | 1R            | nie rozegrano | nie rozegrano | nie rozegrano | nie rozegrano | nie rozegrano | nie rozegrano | nie rozegrano | nie rozegrano | nie rozegrano | nie rozegrano | nie rozegrano | nie rozegrano | nie rozegrano | nie rozegrano | nie rozegrano | nie rozegrano | nie rozegrano | nie rozegrano | nie rozegrano | nie rozegrano |
| WST Classic                  | nie rozegrano | nie rozegrano | nie rozegrano | nie rozegrano | 1R            | nie rozegrano | nie rozegrano |               |               |               |               |               |               |               |               |               |               |               |               |               |               |               |               |               |
| European Masters             | nie rozegrano | nie rozegrano | A             | A             | LQ            | LQ            | NH            |               |               |               |               |               |               |               |               |               |               |               |               |               |               |               |               |               |
| Dawne turnieje nierankingowe |               |               |               |               |               |               |               |               |               |               |               |               |               |               |               |               |               |               |               |               |               |               |               |               |
| Six-red World Championship   | A             | A             | A             | A             | RR            | nie rozegrano | nie rozegrano |               |               |               |               |               |               |               |               |               |               |               |               |               |               |               |               |               |

1. 1 2 3 4  Był amatorem.

| Legenda tabeli wyników              | Legenda tabeli wyników       | Legenda tabeli wyników                     | Legenda tabeli wyników                                                              | Legenda tabeli wyników                     | Legenda tabeli wyników                     |
| ----------------------------------- | ---------------------------- | ------------------------------------------ | ----------------------------------------------------------------------------------- | ------------------------------------------ | ------------------------------------------ |
| LQ                                  | odpadnięcie w kwalifikacjach | #R                                         | odpadnięcie we wczesnej fazie turnieju (WR = runda dzikich kart, RR = faza grupowa) | QF                                         | przegrana w ćwierćfinale                   |
| SF                                  | przegrana w półfinale        | F                                          | przegrana w finale                                                                  | W                                          | zwycięstwo                                 |
| DNQ                                 | nie zakwalifikował/a się     | A                                          | nie brał/a udziału                                                                  | WD                                         | zrezygnował/a w trakcie turnieju           |
| Legenda oznaczeń w tabelach wyników |                              |                                            |                                                                                     |                                            |                                            |
| NH / Nie roz.                       | NH / Nie roz.                | Turniej nie odbył się.                     | Turniej nie odbył się.                                                              | Turniej nie odbył się.                     | Turniej nie odbył się.                     |
| NR / Nie-rank.                      | NR / Nie-rank.               | Turniej nie był zaliczany jako rankingowy. | Turniej nie był zaliczany jako rankingowy.                                          | Turniej nie był zaliczany jako rankingowy. | Turniej nie był zaliczany jako rankingowy. |
| R / Rank.                           | R / Rank.                    | Turniej był zaliczany jako rankingowy.     | Turniej był zaliczany jako rankingowy.                                              | Turniej był zaliczany jako rankingowy.     | Turniej był zaliczany jako rankingowy.     |
| MR / Minor-Rank.                    | MR / Minor-Rank.             | Turniej był zaliczany jako minor ranking.  | Turniej był zaliczany jako minor ranking.                                           | Turniej był zaliczany jako minor ranking.  | Turniej był zaliczany jako minor ranking.  |

## Finały w karierze

### Finały amatorskie: 12 (11-1)
| Rezultat  | Lp. | Rok  | Turniej                            | Przeciwnik w finale | Wynik |
| --------- | --- | ---- | ---------------------------------- | ------------------- | ----- |
| Wygrana   | 1.  | 2014 | Mistrzostwa Estonii                | Mihkel Rehepapp     | 6–1   |
| Wygrana   | 2.  | 2015 | Mistrzostwa Estonii (2)            | Alexander Leitmäe   | 6–4   |
| Wygrana   | 3.  | 2016 | Mistrzostwa Estonii (3)            | Alexander Leitmäe   | 6–2   |
| Przegrana | 1.  | 2017 | EBSA European Snooker Championship | Chris Totten        | 3–7   |
| Wygrana   | 4.  | 2017 | Mistrzostwa Estonii (4)            | Alexander Leitmäe   | 6–0   |
| Wygrana   | 5.  | 2018 | Mistrzostwa Estonii (5)            | Denis Grabe         | 6–3   |
| Wygrana   | 6.  | 2019 | Mistrzostwa Estonii (6)            | Denis Sokolov       | 6–0   |
| Wygrana   | 7.  | 2020 | Baltic Snooker League – Event 1    | Mark Mägi           | 4–1   |
| Wygrana   | 8.  | 2020 | Mistrzostwa Estonii (7)            | Denis Grabe         | 6–3   |
| Wygrana   | 9.  | 2021 | Estonian Amateur Championship (8)  | Mark Mägi           | 6–1   |
| Wygrana   | 10. | 2021 | European 6-reds Championship       | Paweł Rogoza        | 5–0   |
| Wygrana   | 11. | 2022 | EBSA European Snooker Championship | Ben Mertens         | 5–3   |